# Avannaa
Avannaa (Grenlandia Północna, znane też jako Avannaarsua lub Avanersuaq) – jeden z trzech istniejących przed 1 stycznia 2009 roku okręgów Grenlandii.
W skład okręgu wchodziły:
- gmina Qaanaaq
- północna część Parku Narodowego Grønlands (obszar niemunicypalny)
- baza lotnicza Thule (obszar niemunicypalny)

Po reformie administracyjnej z 1 stycznia 2009 roku obszar okręgu stał się częścią gminy Qaasuitsup oraz niemunicypalnego Parku Narodowego Grønlands.